# Martha Ankomah
Martha Ankomah (sinh ngày 10 tháng 10 năm 1985) là một nữ diễn viên phim người Ghana.

## Cuộc sống cá nhân và giáo dục
Ankomah sinh ra ở Accra, Ghana, vào ngày 10 tháng 10 năm 1985. Là con đầu lòng của người mẹ đơn thân, Ankomah nhớ lại đã trải qua một vài thử thách trong thời thơ ấu. Cô có học vấn trung học tại Adabraka Presbyterian Junior High và Labone Senior High School. Sau đó, cô học ngành marketing tại Đại học Jayee. Ankomah đã tiết lộ trong một vài cuộc phỏng vấn gần đây rằng cô là một Cơ đốc nhân được tái sinh.
Trong một cuộc phỏng vấn năm 2017 với Daily Sun, Ankomah đã phản ứng với một tình huống hư cấu có thể khiến cô ly hôn, giải thích rằng ngay cả việc ngoại tình cũng không đủ lý do để cô rời bỏ người chồng tương lai. Liên quan đến tình trạng mối quan hệ của cô, Ankomah tiết lộ trong một cuộc phỏng vấn năm 2018 với Ghanaweb, rằng "... cô ấy độc thân và nghiêm túc tìm kiếm một người đàn ông".

## Sự nghiệp
Theo cô, cô đã tham gia diễn xuất thông qua người anh em họ của mình vào năm 1994. Sau khi tham gia một vài buổi thử vai cho các bộ phim, và tham gia một số bộ phim truyền hình và sản xuất phim, cô đã tham gia Next Movie Star, nơi cô được xếp hạng thứ ba trong phiên bản 2007 của chương trình thực tế. Sau khi đóng một số bộ phim rõ ràng trong những năm trước, Ankomah đã tiết lộ trong một cuộc phỏng vấn với Hitz FM vào năm 2016 rằng từ đó cô sẽ chỉ xem xét những vai diễn có đạo đức và mang lại sự thay đổi tích cực trong xã hội. Vào tháng 9 năm 2018, cô đã làm rõ vị trí của mình, giải thích rằng cô có thể đảm nhận bất kỳ vai trò nào trong một bộ phim miễn là nó truyền thông điệp tích cực đến khán giả. Năm 2017, Ankomah đã bị một số bên liên quan trong phim chỉ trích khi cô đặt câu hỏi về câu chuyện hời hợt về phim Ghana. Cô bày tỏ lo ngại rằng ngành công nghiệp cần thay đổi chủ đề của bộ phim của họ để phát triển. Các đạo diễn phim cảm thấy tuyên bố của cô ấy là thiếu tôn trọng và thiếu kiến thức về nghệ thuật làm phim. Vào tháng 11 năm 2018, cô bắt đầu một chiến dịch thông qua nền tảng của mình nhằm tìm cách khuyến khích người Ghana trẻ tuổi ảnh hưởng đến môi trường của họ bằng cách thấm nhuần văn hóa đọc.

### Đóng phim
- Thành phố Mặt trời
- Khách sạn St.
- Tất cả những gì lấp lánh
- Điện thoại di động của bạn ở đâu?
- Sức mạnh của các vị thần
- Shakira
- Tội lỗi của linh hồn
- Trái tim của đàn ông
- Một nơi nào đó ở Châu Phi
- Thị trấn đường
- Chuyến đi đến địa ngục

### Giải thưởng
- Giải thưởng Học viện Điện ảnh Châu Phi 2010 cho diễn viên triển vọng nhất
- Giải thưởng Học viện Điện ảnh Châu Phi 2012 cho diễn viên triển vọng nhất
- Giải thưởng điện ảnh Ghana 2012 - Nữ diễn viên xuất sắc nhất trong vai chính [12]
- Giải thưởng điện ảnh Ghana 2011 - Nữ diễn viên xuất sắc nhất trong vai phụ
- Giải thưởng điện ảnh Ghana 2011 - Nữ diễn viên được yêu thích (phim)
- Giải thưởng điện ảnh Ghana 2015 - Nữ diễn viên xuất sắc nhất trong vai chính